# 粟生隆寛
粟生 隆寛（あおう たかひろ、1984年4月6日 - ）は、日本の元プロボクサー。千葉県市原市出身。帝拳ボクシングジム所属。元WBC世界フェザー級王者。元WBC世界スーパーフェザー級王者。世界2階級制覇王者。史上初のアマチュア高校6冠達成者。

## プロ入り前
元ボクサーだった父広幸の指導の下、3歳からボクシングを始める。5歳から水泳も習い始め、小学校入学前に4泳法（クロール・背泳ぎ・平泳ぎ・バタフライ）すべてをマスターした。小学生の時に学校の課題で「将来の夢」をテーマとした作文を書いた時には、文章は「ボクシングで世界チャンピオンになりたい」とだけ書いて、余白には大きくWBCの世界チャンピオンベルトの絵を書いていた。
市原市で出生、翌年に千葉市に転入し、市立草野小学校・中学校を卒業。
習志野高校在学中に、史上初のアマチュア高校6冠を達成。

## プロ入り後
習志野高校卒業後、帝拳ジムに入門。
2003年9月6日、プロデビュー。柏原広（ヨネクラ）と対戦し、2回TKO勝ち。
2003年12月6日、佐梁孝志（広島三栄）と対戦し、初回KO勝ち（この試合で粟生は、アマ時代からの連勝が「60」に到達）。
2004年1月31日、ニリョン・ヌーエス（ベネズエラ）と対戦し、3回KO勝ち。
2004年5月1日、北原久己（進光）と対戦し、5RTKO勝ち。
2004年10月2日、佐藤要介（ヨネクラ）と対戦し、8回判定勝ち。
2005年2月5日、羅相賛（韓国フェザー級7位）と対戦し、初回KO勝ち。
2005年4月16日、マリオ・ロドリゲス（メキシコ）と対戦し、6回判定勝ち。この試合後、日本ランク入り（日本フェザー級10位）。
2005年7月2日、元日本ランカーの宮田芳憲（角海老宝石）と対戦。宮田のタフネスに苦しめられたものの、僅差で10回判定勝ちを収めた。
2005年9月25日、文在春（韓国スーパーバンタム級3位）と対戦。初回、いきなり粟生がダウンを奪うも、直後、逆にダウンを奪われる。しかし、最後は再びダウンを奪い、初回TKO勝ち。
2006年1月7日、元WBAフェデラテンフェザー級王者リカルド・カリージョ（ベネズエラ）と対戦。通算3度のダウンを奪い、3-0（100-89、99-89、99-88） の判定勝ちを収めた。この試合後、世界ランク入り（WBC世界フェザー級23位）
2006年3月25日、オズワルド・フアレス（メキシコ）と対戦し、2回KO勝ち。
2006年6月3日、フランシスコ・ディアンソ（メキシコ）と対戦。相手が繰り出す反則ギリギリの変則ボクシングに苦戦したものの、最大7ポイント差をつける大差で10回判定勝ち（この試合で粟生はアマ時代からの連勝を「70」に伸ばす）。
2006年11月13日、元FECARBOXスーパーバンタム級王者のカブリエル・ペレスと対戦。初回早々からダウンを奪う等、終始攻勢。6回、レフェリーストップによるTKO勝ちを収めた。この試合後、（世界挑戦権を有する）WBC世界フェザー級15位にランクアップ（なお、JBCの規定（世界ランキング15位以内に入った選手は日本ランクから外れる）により、日本ランキングから外れる）。
2007年3月3日、日本王座初挑戦。梅津宏治（ワタナベ）に挑み、10回判定勝ち。日本フェザー級王座獲得に成功。
2007年7月7日、初防衛戦。6位・秋葉慶介（角海老宝石）を10回判定（3-0）に降す。
2007年11月3日、2度目の防衛戦。7位・上野則之（ワタナベ）を10回判定（3-0）に降す。
2008年4月5日、OPBF東洋太平洋フェザー級王者榎洋之（角海老宝石）と対戦。試合は粟生の日本王座、榎のOPBF王座の双方が賭けられるダブルタイトル戦という形で行われた。試合は両者譲らず一進一退の攻防を繰り広げ、フルラウンド（12回）を戦い抜いた。判定の結果、三者全て引き分け（115-115、114-114、114-114）。日本王座3度目の防衛には成功したものの、OPBF王座奪取はならなかった。その後、世界挑戦準備に専念するため、8月に日本王座を返上した。
2008年10月16日、世界初挑戦。国立代々木第一体育館でWBC世界フェザー級王者オスカー・ラリオス（メキシコ）に挑む。序盤から攻勢を仕掛け、4回にはダウンも奪ったが、後半以降、アウトボクシングに切り替えた王者を攻略できず、1-2の判定負け。惜しくも世界王座奪取ならず。プロ初黒星と共にアマチュア時代からの連勝も止まった。しかし、この試合での善戦が大いに評価され、世界ランクは上昇（9位→3位）。
2009年3月12日、世界再挑戦。後楽園ホールでラリオスに再び挑む。WBCでは「より多くの選手に世界挑戦の機会を与える」という意向から、世界戦における直近の再戦（通称「ダイレクトリマッチ」）を原則認めていないが、前戦での健闘が評価され特別に許可された。試合は序盤から挑戦者が優位に試合を進め、最終12回にはダウンも奪う。KO勝ちこそならなかったものの、3-0（119-107、118-109、116-111）の判定勝ちを収め王者に雪辱。念願の世界王座獲得に成功。帝拳ジムから通算5人目の世界王者誕生となり、日本人4人目の世界フェザー級王者となった。
2009年7月14日、世界王座初防衛戦。後楽園ホールで1位エリオ・ロハス（ドミニカ共和国）を挑戦者に迎えての指名試合であったが、ロハスの老獪なテクニックの前に序盤からポイントを奪われる。また、強引なカウンター狙いもかわされて結局12回判定負け（0-3)。 4か月で世界王座から陥落した。
2009年12月18日、神戸ワールド記念ホールでフェイデル・ビロリア（コロンビア）を相手に再起戦を行い、10回判定勝ち（3-0）を収めた。世界2階級制覇を目指し、この試合からスーパーフェザー級に転向。なお、この日は同じ会場で粟生が兄貴分と慕い、よく一緒に合同練習を行うWBC世界バンタム級王者長谷川穂積が10度目の防衛戦を行い、4回TKO勝ちで防衛に成功。
2010年4月30日、日本武道館でワイベル・ガルシア（パナマ）を相手にノンタイトル戦を行い、4回にダウンを奪った末の8回TKO勝ち。なお、この日は同じ会場でジムの先輩西岡利晃（WBC世界スーパーバンタム級王者）と「兄貴分」長谷川穂積（WBC世界バンタム級王者）がそれぞれ防衛戦を行い、西岡は5回TKO勝ちで4度目の防衛に成功。一方、長谷川は4回TKO負けで11度目の防衛に失敗した。
2010年11月26日、スーパーフェザー級での世界挑戦。名古屋・日本ガイシホールでWBC世界同級王者ビタリ・タイベルト（ドイツ）に挑む。3回、左カウンターでアマ・プロ通じてダウン経験のなかった王者から初のダウンを奪う。その後も優位に試合を進め、3-0の判定勝ち。日本人7人目となる世界2階級制覇に成功した。 なお、この日は同じ会場で「兄貴分」長谷川穂積もWBC世界フェザー級王座決定戦を行い、12回判定勝ちで2階級制覇に成功。兄弟分2人揃っての快挙達成となった。
2011年4月8日、神戸ワールド記念ホールにて元WBC世界同級暫定王者で同級3位のウンベルト・グティエレス（メキシコ）と対戦。4回、ダウン経験が無いグティエレスに右ボディブローを挑戦者のみぞおちに叩き込みダウン。そのまま10カウントを聞かせ、フェザー級では果たせなかった世界王座初防衛に成功した。なお、この日は同じ会場でジムの先輩西岡利晃と兄貴分・長谷川穂積もそれぞれ防衛戦を行い、西岡は9回KO勝ちでWBC世界スーパーバンタム級王座6度目の防衛に成功。一方の長谷川は4回TKO負けでWBC世界フェザー級王座初防衛に失敗した。
2011年11月6日、国立代々木第二体育館にて同級9位のデビス・ボスキエロ（イタリア）と対戦。30戦無敗の挑戦者相手に精彩を欠き大苦戦を強いられるも、2-1で辛くも判定勝ちを収め2度目の防衛に成功した。 
2012年4月6日、東京国際フォーラムにて同級1位でシルバー王者のターサク・ゴーキャットジム（タイ）と対戦。序盤こそ互角の展開だったが、中盤以降は完全に試合を支配。KOこそならなかったものの、3-0の判定勝ちを収め3度目の防衛に成功した。尚、当日は自身の28度目の誕生日もあった。
2012年10月27日、東京国際フォーラムにて同級4位のガマリエル・ディアス（メキシコ）と4度目の防衛戦を行ったが、序盤からペースを握られた上に自身初のカットをするなどし、0-3の判定負けで4度目の防衛に失敗し王座から陥落した。
2013年7月13日、カリフォルニア州イングルウッドのハリウッドパークカジノにて元WBOラテンアメリカライト級暫定王者のハーディ・パレデス（チリ）と再起戦を行い、2回2分51秒KO勝ちを収め再起に成功した。
2013年11月10日、両国国技館にてエドガル・アレハンドロ・ロメリ（メキシコ）とライト級10回戦を行い、1回3分3秒KO勝ちを収めた。
2014年4月13日、大阪城ホールにてマルコ・アントニオ・ロペス（メキシコ）と対戦し、3-0の判定勝ちを収めた。
2014年10月22日、国立代々木第二体育館にて元WBA世界スーパーフェザー級王者で元IBF世界スーパーフェザー級王者のフアン・カルロス・サルガド（メキシコ）と対戦し、3-0の判定勝ちを収めた。
2015年5月1日、アメリカ・ネバダ州ラスベガスのザ・コスモポリタン内チェルシー・ボールルームでテレンス・クロフォードの返上したWBO世界ライト級王座決定戦をファン・ディアスと行う予定だったが、スパーリング中に左肩の回旋筋腱板を断裂したことでディアスが欠場。代わりにWBO世界ライト級4位のレイムンド・ベルトランと王座決定戦を行うことになったが、前日計量でベルトランに体重超過があり粟生が勝利した場合のみ王座獲得となるという条件で試合は行われた。試合は2回にベルトランにダウンを奪われ、粟生はなんとか立ち上がるもベルトランの連打に為す術なくさらされたところでレフェリーが試合をストップ、2回1分29秒TKOで敗れて3階級制覇に失敗、王座は空位となった。尚、ベルトランが8万5千ドル、粟生が5万ドルのファイトマネーを稼いだがベルトランの体重超過に対し罰金などの処分は科せられなかった。
2015年8月13日、ネバダ州アスレチック・コミッションの公聴会が行われ、違反薬物のスタノゾロールに対する陽性反応が出たベルトランに対し、9ヵ月間のネバダ州ボクシングライセンスの停止とファイトマネーの30%にあたる2万5500ドル（約316万円）の罰金を科すことが決定、上述のベルトラン戦は粟生の2回1分29秒TKO負けから無効試合に変更となった。
2015年11月28日、仙台市のゼビオアリーナ仙台で3年前に自身からWBC世界スーパーフェザー級王座を奪取したガマリエル・ディアスとライト級契約のノンタイトル戦として再戦する予定だったがスパーリング中に足を痛め、左足関節腓骨筋腱脱臼でドクターストップが掛かり、欠場となった。
2018年3月1日、両国国技館で行われた「ワールドプレミアムボクシング27～THE REAL」でガマリエル・ディアスと62.0kg契約8回戦を行い、8回3-0（77-76、77-74、79-74）の判定勝ちを収め復帰戦を白星で飾った。
しかしその後試合を行うことはなく、2020年4月6日、36歳の誕生日に自身のInstagramのライブで現役引退を表明した。
引退後にはトレーナーに転身し2021年にプロデビューしたアマチュア10冠を達成した藤田健児及び、岩田翔吉を担当している。

## 人物
帝拳ジムの同門で、元世界3階級王者であるホルヘ・リナレスは友人であり良きライバルでもある。また、元世界3階級王者長谷川穂積は兄貴分のような存在であり、よく一緒に合同合宿を行ったり長谷川の自宅に遊びに行くなどしている。
実弟の竜太も2005年11月に帝拳からプロボクサーとしてデビューしたが、4勝1敗の戦績で2007年に引退した
。
2009年3月に市原市と千葉市、4月に習志野市の市民栄誉賞を受賞した。
2020年11月23日、自身のSNSで11月22日に婚姻届を提出したことを明かし、結婚を報告した。

## 戦績
- アマチュアボクシング：79戦 76勝 (27KO・RSC) 3敗
- プロボクシング：33戦 28勝 (12KO) 3敗 1分 1無効試合

| 戦           | 日付           | 勝敗 | 時間    | 内容    | 対戦相手                   | 国籍           | 備考                                         |
| ------------ | -------------- | ---- | ------- | ------- | -------------------------- | -------------- | -------------------------------------------- |
| 1            | 2003年9月6日   | ☆    | 2R 0:49 | TKO     | 柏原広（ヨネクラ）         | 日本           | プロデビュー戦                               |
| 2            | 2003年12月6日  | ☆    | 1R 2:26 | KO      | 佐梁孝志（広島三栄）       | 日本           |                                              |
| 3            | 2004年1月31日  | ☆    | 3R 1:23 | KO      | ニリョン・ヌネス           | ベネズエラ     |                                              |
| 4            | 2004年5月1日   | ☆    | 5R 2:22 | TKO     | 北原久己 （進光）          | 日本           |                                              |
| 5            | 2004年10月2日  | ☆    | 8R      | 判定3-0 | 佐藤要介（ヨネクラ）       | 日本           |                                              |
| 6            | 2005年2月5日   | ☆    | 1R 3:07 | KO      | 羅相賛                     | 韓国           |                                              |
| 7            | 2005年4月16日  | ☆    | 6R      | 判定3-0 | マリオ・ロドリゲス         | メキシコ       |                                              |
| 8            | 2005年7月2日   | ☆    | 10R     | 判定3-0 | 宮田芳憲（角海老宝石）     | 日本           |                                              |
| 9            | 2005年9月25日  | ☆    | 1R 2:54 | TKO     | 文在春                     | 韓国           |                                              |
| 10           | 2006年1月7日   | ☆    | 10R     | 判定3-0 | リカルド・カリージョ       | ベネズエラ     |                                              |
| 11           | 2006年3月25日  | ☆    | 2R 2:14 | KO      | オズワルド・フアレス       | メキシコ       |                                              |
| 12           | 2006年6月3日   | ☆    | 10R     | 判定3-0 | フランシスコ・ディアンソ   | メキシコ       |                                              |
| 13           | 2006年11月13日 | ☆    | 6R 1:27 | TKO     | カブリエル・ペレス         | メキシコ       |                                              |
| 14           | 2007年3月3日   | ☆    | 10R     | 判定3-0 | 梅津宏治（ワタナベ）       | 日本           | 日本フェザー級タイトルマッチ                 |
| 15           | 2007年7月7日   | ☆    | 10R     | 判定3-0 | 秋葉慶介（角海老宝石）     | 日本           | 日本王座防衛1                                |
| 16           | 2007年11月3日  | ☆    | 10R     | 判定3-0 | 上野則之（ワタナベ）       | 日本           | 日本王座防衛2                                |
| 17           | 2008年4月5日   | △    | 12R     | 判定0-0 | 榎洋之（角海老宝石）       | 日本           | 日本・OPBFフェザー級王座統一戦 日本王座防衛3 |
| 18           | 2008年10月16日 | ★    | 12R     | 判定1-2 | オスカー・ラリオス         | メキシコ       | WBC世界フェザー級タイトルマッチ              |
| 19           | 2009年3月12日  | ☆    | 12R     | 判定3-0 | オスカー・ラリオス         | メキシコ       | WBC世界フェザー級タイトルマッチ              |
| 20           | 2009年7月14日  | ★    | 12R     | 判定0-3 | エリオ・ロハス             | ドミニカ共和国 | WBC王座陥落                                  |
| 21           | 2009年12月18日 | ☆    | 10R     | 判定3-0 | フェイデル・ビロリア       | コロンビア     |                                              |
| 22           | 2010年4月30日  | ☆    | 8R 1:48 | TKO     | ワイベル・ガルシア         | パナマ         |                                              |
| 23           | 2010年11月26日 | ☆    | 12R     | 判定3-0 | ビタリ・タイベルト         | ドイツ         | WBC世界スーパーフェザー級タイトルマッチ      |
| 24           | 2011年4月8日   | ☆    | 4R 1:06 | KO      | ウンベルト・グティエレス   | メキシコ       | WBC防衛1                                     |
| 25           | 2011年11月6日  | ☆    | 12R     | 判定2-1 | デビス・ボスキエロ         | イタリア       | WBC防衛2                                     |
| 26           | 2012年4月6日   | ☆    | 12R     | 判定3-0 | ターサク・ゴーキャットジム | タイ           | WBC防衛3                                     |
| 27           | 2012年10月27日 | ★    | 12R     | 判定0-3 | ガマリエル・ディアス       | メキシコ       | WBC王座陥落                                  |
| 28           | 2013年7月13日  | ☆    | 2R 2:51 | KO      | ハーディ・パレデス         | チリ           |                                              |
| 29           | 2013年11月10日 | ☆    | 1R 3:03 | KO      | エドガル・ロメリ           | メキシコ       |                                              |
| 30           | 2014年4月23日  | ☆    | 10R     | 判定3-0 | マルコ・アントニオ・ロペス | メキシコ       |                                              |
| 31           | 2014年10月22日 | ☆    | 10R     | 判定3-0 | フアン・カルロス・サルガド | メキシコ       |                                              |
| 32           | 2015年5月1日   | ー   | 2R      | NC      | レイムンド・ベルトラン     | メキシコ       | WBO世界ライト級王座決定戦                    |
| 33           | 2018年3月1日   | ☆    | 8R      | 判定3-0 | ガマリエル・ディアス       | メキシコ       |                                              |
| テンプレート |                |      |         |         |                            |                |                                              |

## 獲得タイトル

### アマチュア
- 高校選抜バンタム級優勝（高校1年時）
- 高校総体バンタム級優勝（高校2年時）
- 国体バンタム級優勝（高校2年時）
- 選抜大会フェザー級優勝（高校2年時）
- 高校総体フェザー級優勝（高校3年時）
- 国体フェザー級優勝（高校3年時）

### プロ
- 第54代日本フェザー級王座（防衛3=返上）
- WBC世界フェザー級王座（防衛0）
- WBC世界スーパーフェザー級王座（防衛3）

### 表彰
- 東日本ボクシング協会認定2007年3月度月間MVP
- 第28回チャンピオン・カーニバル技能賞
- 東日本ボクシング協会認定2007年11月度月間MVP
- WBC 2009年4月度月間優秀選手 (Honorary Mention)
- プロ・アマチュア年間表彰
  - 20年度プロボクシング部門 特別賞[32]